# Tennig
Tennig ist ein Gemeindeteil der Gemeinde Mistelgau im Landkreis Bayreuth (Oberfranken, Bayern). Tennig liegt in der Gemarkung Seitenbach.

## Geografie
Unmittelbar südlich des Weilers erhebt sich die bewaldete Anhöhe Hoher Berg (530 m ü. NHN). Nördlich des Ortes liegt die Flur Tiergarten. Unmittelbar westlich des Ortes entspringt ein Bach, ein linker Zufluss des Feilbrunnenbachs. Ein Anliegerweg führt nach Seitenbach (0,6 km nördlich).

## Geschichte
Aus ererbten und von der Herrschaft erkauften Gütern wurde der Ort „Tännig“ 1702 gegründet. Er bestand aus zwei, 1774 aus drei Häusern. Der Ort wurde auch abweichend als „Dennich“ oder „Tänig“ oder „Tening“ bezeichnet. Der Ortsname bezieht sich auf die Baumgattung Tannen, die in der Umgegend wachsen.
Gegen Ende des 18. Jahrhunderts bestand Tennig aus drei Söldengütlein. Die Hochgerichtsbarkeit stand dem bayreuthischen Stadtvogteiamt Bayreuth zu. Die Dorf- und Gemeindeherrschaft sowie die Grundherrschaft hatte das Hofkastenamt Bayreuth.
Von 1797 bis 1810 unterstand der Ort dem Justiz- und Kammeramt Bayreuth. Mit dem Gemeindeedikt wurde Tennig dem 1812 gebildeten Steuerdistrikt Mistelgau und der zugleich gebildeten Ruralgemeinde Seitenbach zugewiesen. Am 1. Januar 1972 wurde Tennig im Zuge der Gebietsreform in Bayern in die Gemeinde Mistelgau eingegliedert.

### Einwohnerentwicklung
| Jahr      | 001819 | 001822 | 001861 | 001871 | 001885 | 001900 | 001925 | 001950 | 001961 | 001970 | 001987 |
| Einwohner | 15     | 13     | 19     | 22     | 20     | 22     | 30     | 19     | 14     | 13     | 12     |
| Häuser    |        | 3      |        |        | 3      | 3      | 3      | 4      | 4      |        | 5      |
| Quelle    | [ 12 ] | [ 9 ]  | [ 7 ]  | [ 13 ] | [ 14 ] | [ 15 ] | [ 16 ] | [ 17 ] | [ 18 ] | [ 19 ] | [ 1 ]  |

## Religion
Tennig ist evangelisch-lutherisch geprägt und nach St. Bartholomäus (Mistelgau) gepfarrt.